# Détroit d'Hudson
Le détroit d'Hudson ou détroit de Hudson est un détroit du passage du Nord-Ouest situé au Canada. Orienté est-ouest, il relie sur 840 kilomètres le passage du Nord-Ouest (bassin de Foxe), à l'ouest, au détroit de Davis à l'est. Il constitue aussi la principale route vers la baie d'Hudson, dont l'accès se fait entre l'île Southampton et la péninsule d'Ungava. Le détroit est bordé au nord par l'île de Baffin tandis qu'au sud il baigne le Nord du Québec. Son entrée orientale  est située entre le cap Chidley (Nunavut) et Resolution Island. La baie d'Ungava se situe dans l'Est du détroit et en constitue la partie la plus large. La largeur du détroit d'Hudson varie entre 130 et 400 kilomètres.

## Limites
L'Organisation hydrographique internationale définit les limites du détroit d'Hudson de la façon suivante :
- À l'ouest : Une ligne depuis la pointe Nuvuk (îles Nuvuk) (62° 21′ 13″ N, 78° 06′ 38″ O) à la pointe Leyson (63° 27′ 08″ N, 80° 56′ 08″ O), de là par les rivages orientaux de l'île de Southampton jusqu'à la pointe Seahorse, son extrémité orientale, et de là une ligne jusqu'à Lloyd Point, dans l'île de Baffin (64° 26′ 14″ N, 78° 02′ 00″ O).
- Au nord : La côte sud de l'île de Baffin entre Lloyd Point et East Bluff.
- À l'est : une ligne depuis East Bluff, l'extrémité sud-est de l'île de Baffin (61° 52′ 36″ N, 65° 57′ 15″ O), à la pointe Meridian (61° 47′ 05″ N, 65° 56′ 24″ O), l'extrémité occidentale des îles Lower Savage, puis le long de la côte jusqu'à l'extrémité sud-ouest de l'archipel, et de là une ligne à travers mer jusqu'à l'extrémité occidentale de l'île de la Résolution, ensuite le long de ses rivages sud-ouest jusqu'à Hatton Headland, sa pointe sud (61° 18′ 57″ N, 64° 45′ 49″ O), et de là une ligne jusqu'au cap Chidley  (60° 23′ 44″ N, 64° 25′ 35″ O), au Labrador.
- Au sud : La côte de  terre ferme entre le cap Chidley et la pointe Nuvuk (îles Nuvuk) (62° 21′ 13″ N, 78° 06′ 38″ O).

## Histoire

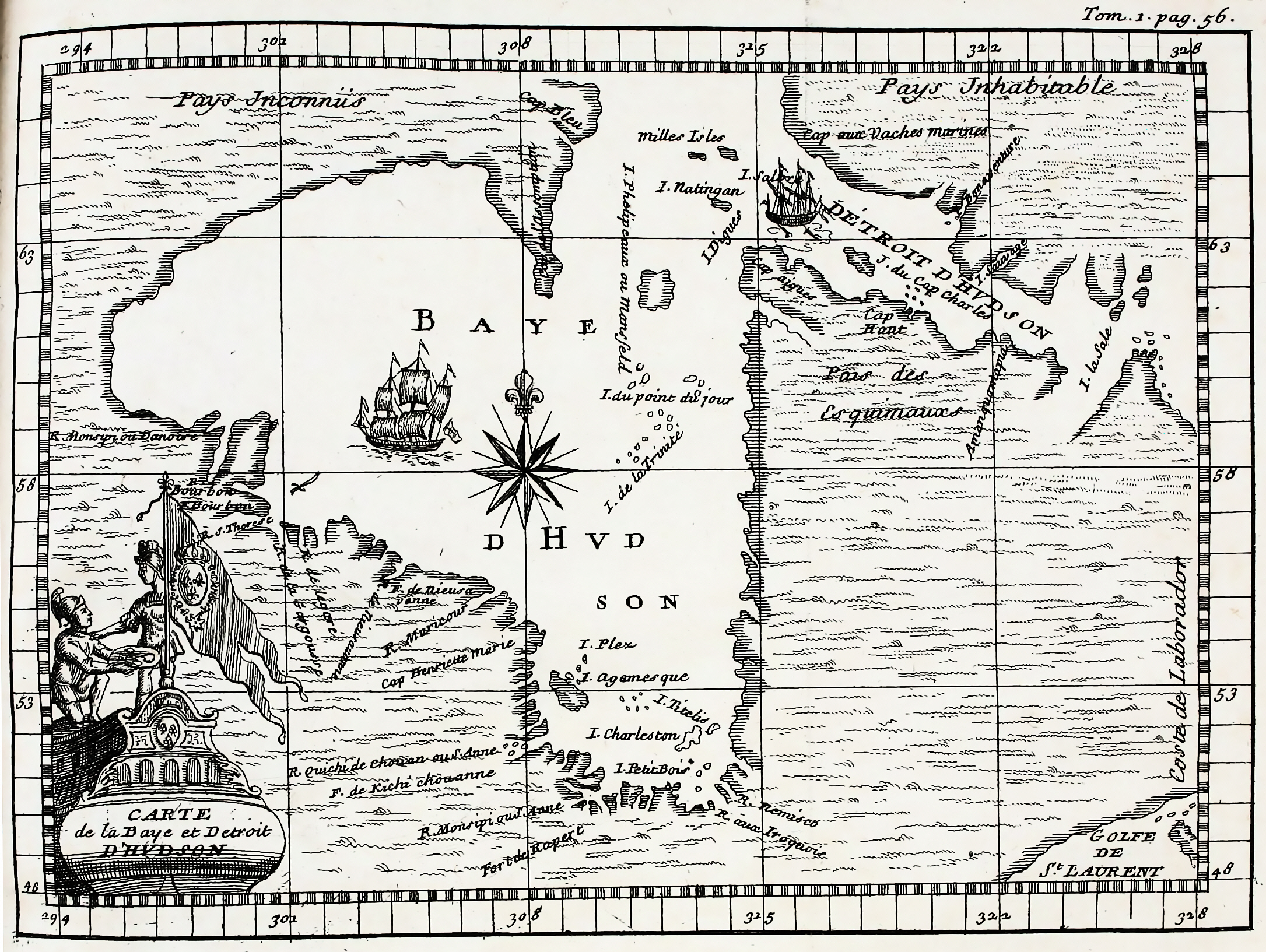
Carte de Bacqueville, publiée en 1722, montrant le détroit d'Hudson

Le détroit d'Hudson fut découvert en 1517 par l'explorateur vénitien Sebastian Cabot (1477-1557). Il doit son nom actuel au navigateur anglais Henry Hudson, qui parvint à traverser ce passage et à en dresser une carte sommaire en 1610.